# Dagenham
Dagenham est une localité de la banlieue de Londres, au Royaume-Uni. 
Ce fut l'un des centres de transit et d'évacuation des civils, lors de l'opération décidée par le gouvernement britannique tout au début de la Seconde Guerre mondiale.
Dagenham est desservie par deux stations de métro : Dagenham Heathway, nommée d'après la rue principale de la ville ; et Dagenham East, nommée à cause de sa localisation à l'est de la ville.
Dagenham abrite l'usine Ford qui, jusqu'en 1964, produisait les tracteurs de la marque Fordson dont le dernier modèle Fordson Super Major, avant d'être reconvertie dans la production d'automobiles.
Dagenham est la ville natale de Martin Gore, chanteur du groupe Depeche Mode.